# Куцокрил кашмірський
Куцокри́л кашмірський (Locustella kashmirensis) — вид горобцеподібних птахів родини кобилочкових (Locustellidae). Ендемік Індії. Раніше вважався конспецифічним з малим куцокрилом.

## Опис
Довжина птаха становить 12-14 см. Забарвлення переважно коричневе, хвіст короткий, округий, нижня покривні пера хвоста довгі, коричневі з білими кінчиками, дзьоб довгий, загострений. Загалом кашмірський куцокрил є досить подібний до малого куцокрила, однак має дещо блідіше забарвлення, горло у нього менш плямисте, нижні покривні пера хвоста блідіші, мають охристий відтінок, з більш широкими білими кінчиками, хвіст більш короткий.

## Поширення і екологія
Кашмірські куцокрили мешкають в Гімалях на північному заході Індії, в Хімачал-Прадеші, Уттаракханді і Кашмірі, також спостерігалися на заході центрального Непалу. Вони живуть у високогірних чагарникових заростях, на високогірних луках та на узліссях гірських лісів. Взимку мігрують в долини. Живляться комахами.